# McCleary (Washington)
Pour les articles homonymes, voir McCleary.
McCleary est une ville américaine située dans le comté de Grays Harbor, dans l'État de Washington. Selon le recensement de 2020, sa population est de 1 997 habitants.